# Noah Valentyn
Noah Valentyn (Amsterdam, 30 april 1986), is een Nederlandse acteur.
Valentyn groeide op in Amsterdam waar hij naar de Jeugd Theaterschool Rabarber ging, met medestudenten als Georgina Verbaan. Na de middelbare school studeerde hij aan de Amsterdamse Toneel en Kleinkunstacademie. Valentyn speelde de hoofdrol in theaterstukken en in films als Het Schnitzelparadijs en speelde in populaire tv-series als Goudkust, Gooische Vrouwen en Goede tijden, slechte tijden.
In 2008 verhuisde Valentyn naar New York om zich verder te ontwikkelen en te scholen als fotograaf. Hij liep onder andere stage bij de studio van James Bidgood, die de belangrijke inspirator was voor fotografen zoals Pierre & Gilles en David LaChapelle. Ook werkte hij bij Andy Warhol’s Interview Magazine. Valentyn werkte in New York verder als model en speelde in commercials en films.
Samen met Lyle Derek was hij de initiator en organisator van het wekelijkse ‘underground’ feest ‘Drop Out' in New York. Verschillende bekende en onbekende bands en artiesten traden op tijdens deze populaire feesten, waaronder Debbie Harry (Blondie).
In 2012 verhuisde hij naar Los Angeles waar hij werkte en studeerde aan de Stella Adler Academy. Hij speelde de hoofdrol in Priscilla, een korte film door Raphael Chatelain. Hij werkte ook voor Randal Kleiser (Grease, Blue Lagoon) als assistent bij verschillende projecten.
In 2014 Valentyn verhuisde hij terug naar New York en begon te werken aan zijn eigen korte film. Een project volledig geschoten op een iPhone, genaamd Waiting for Pino. In de tussentijd speelde Valentyn een rol in de Nederlandse film Hartenstraat, geregisseerd door Sanne Vogel.
In 2015 verhuisde hij terug naar Amsterdam om zijn eigen fotografie- en filmstudio op te zetten, genaamd DepartFrom. Een samenwerking met Alain-Celest de Buck. Vanuit de studio worden meerdere eigen projecten en opdrachten uitgewerkt.
Hij werkt voor projecten als "Who Cares", videoclips van Sjors van der Panne en Monique Klehman⁣, maar filmt ook documentaires (in samenwerking met onder anderen Sanne Vogel en Sipke Jan Bousema). In 2018 fotografeert hij de ambassadeurs van de Amsterdam Pride en gaat zijn regiedebuut Waiting for Pino in première in het oude filmmuseum, tegenwoordig Vondel CS. Begin 2020 presenteert hij zijn fotoserie Crying Boys (geïnspireerd op de bekende schilderijtjes van 'The Crying Boy') en krijgt hij ook als fotograaf landelijke bekendheid (artikelen: Het Parool, De Telegraaf, Noordhollands Dagblad, Preview. Tv-interview: Tijd voor Max en Koffietijd/5 uur Live).

## Filmografie
- Goudkust - Samir Amarani (2000)
- Tinnef (2000)
- Costa! - Rafael (2002)
- Loverboy - Trendy glasses (2003)
- Het schnitzelparadijs - Nordip Doenia (2005)
- Gooische Vrouwen - Amir (2005)
- Klaus (2013)
- Blind date (2013)
- Farm radio (2013)
- Hartenstraat - Rohit (2014)
- Waiting for Pino - Pino (2018)
- Het Leven is Vurrukkulluk - Rachid/Ramon (2018)
- Goede tijden, slechte tijden - Prins Nabil El Shaarani (2019)
- Oogappels - Mauro (2020-2021)
- De F*ckulteit - Bertil (2025)